# Sommer-Paralympics 2008/Teilnehmer (Vanuatu)
| stlisierte Goldmedaille | stlisierte Silbermedaille | stlisierte Bronzemedaille |
| ----------------------- | ------------------------- | ------------------------- |
| —                       | —                         | —                         |

Vanuatu nahm mit dem Powerlifter Tom Tete an den Sommer-Paralympics 2008 im chinesischen Peking teil, der auch Fahnenträger beim Einzug der Mannschaft war. Ein Medaillensieg Vanuatus blieb jedoch aus.

## Teilnehmer nach Sportart

### Powerlifting (Bankdrücken)
Männer
- Tom Tete